# Tremembé
Tremembé este un oraș în São Paulo (SP), Brazilia.